# Alois Grebien
Alois Grebien (* 24. April 1879 in Graz; † 21. Dezember 1950 in Wagna) war ein österreichischer Politiker (SPÖ) und Beamter der ÖBB. Er war von 1947 bis 1949 Abgeordneter zum Österreichischen Nationalrat.

## Leben
Grebien erlernte nach dem Besuch der Pflichtschule den Beruf des Schlossers und arbeitete nach dem Abschluss seiner Lehre in Südamerika, Australien und Afrika. Nach seiner Rückkehr nach Österreich war er als Bundesbeamter tätig. Auf Grund seines politischen Engagements wurde er in Folge des Österreichischen Bürgerkriegs 1934 unter Hochverratsanklage gestellt, nach der Machtübernahme der Nationalsozialisten war er zwischen 1938 und 1942 mehrfach in Gestapohaft und zwischen 1943 und 1945 im KZ Dachau inhaftiert. Innerparteilich war Grebien als Bezirksobmann der SPÖ Leibnitz aktiv. Er vertrat die SPÖ zwischen dem 8. Oktober 1947 und dem 8. November 1949 im Nationalrat.